# Jenea McCammon
Jenea Stacia McCammon (* 9. Juni 1991) ist eine guyanische Hürdenläuferin, die sich auf die 100-Meter-Distanz spezialisiert hat.

## Sportliche Laufbahn
Erste internationale Erfahrungen sammelte Jenea McCammon im Jahr 2015, als sie bei den Panamerikanischen Spielen in Toronto mit 63,21 s in der ersten Runde im 400-Meter-Hürdenlauf ausschied. 2017 belegte sie in 13,49 s den vierten Platz über 100 m Hürden bei den Südamerikameisterschaften in Luque und erreichte über 400 m Hürden in 59,38 s Rang fünf. Im Jahr darauf nahm sie an den Südamerikaspielen in Cochabamba teil und gewann dort mit neuem Landesrekord von 13,39 s die Bronzemedaille im 100-Meter-Hürdenlauf hinter der Venezolanerin Génesis Romero und Diana Bazalar aus Peru. Anschließend belegte sie bei den Zentralamerika- und Karibikspielen in Barranquilla in 13,40 s den siebten Platz im Hürdensprint und schied im 200-Meter-Lauf mit 24,02 s im Halbfinale aus. 2019 wurde sie bei den Südamerikameisterschaften in Lima in 14,93 s Siebte über die Hürden und scheiterte über 200 Meter mit 25,23 s in der Vorrunde. Anschließend startete sie über die Hürden bei den Panamerikanischen Spielen ebendort, konnte dort aber ihren Vorlauf nicht beenden. 2021 gewann sie dann in 13,63 s die Bronzemedaille bei den Südamerikameisterschaften in Guayaquil hinter der Brasilianerin Ketiley Batista und Diana Bazalar aus Peru.

## Persönliche Bestleistungen
- 200 Meter: 24,02 s (−0,1 m/s), 31. Juli 2018 in Barranquilla
  - 200 Meter (Halle): 24,86 s, 15. Januar 2016 in Birmingham
- 100 m Hürden: 13,27 s (+1,7 m/s), 30. Juli 2018 in Barranquilla (guyanischer Rekord)
  - 60 m Hürden: 8,45 s, 4. Februar 2017 in Boston
- 400 m Hürden: 57,92 s, 5. Mai 2012 in Greensboro